# Klaus Seeberg
Klaus Seeberg (* 1946/1947) ist ein ehemaliger deutscher Basketballspieler, -trainer und -funktionär.

## Leben
Seeberg wurde 1965 mit dem Oldenburger TB deutscher Basketball-Jugendmeister, schaffte den Sprung in die bundesdeutsche Jugendnationalmannschaft und spielte in den 1960ern sowie 1970ern mehrere Jahre für die Herren des Oldenburger TB in der Basketball-Bundesliga. Anschließend brachte er sich über Jahrzehnte ins Vereinsleben ein, betreute Jugendmannschaften als Trainer und leitete den Spielbetrieb der OTB-Mannschaften. Des Weiteren war er zeitweilig Co-Trainer der Oldenburger in der 2. Basketball-Bundesliga. 2003 wurde Seeberg vom Niedersächsischen Basketballverband mit der silbernen Ehrennadel ausgezeichnet. Von 2009 bis 2015 war Seeberg, der 2015 vom OTB die Ehrenmitgliedschaft verliehen bekam, Leiter der Basketballabteilung des Vereins und arbeitete auch anschließend als Leiter der Geschäftsstelle der OTB-Basketballer weiterhin für den Verein. Ende 2017 beendete er seine Funktionärstätigkeit beim Oldenburger TB.